# Rone
Rone är en småort i Gotlands kommun i Gotlands län och kyrkby i Rone socken, belägen på södra Gotland cirka 5 km sydöst om Hemse.
I Rone ligger Rone kyrka. 
VM i kubb spelas i Rone. Det arrangeras årligen av Rone GoIK sedan 1995, samlar regelbundet deltagare från över tio länder och omkring 120–168 lag.